# Automeris

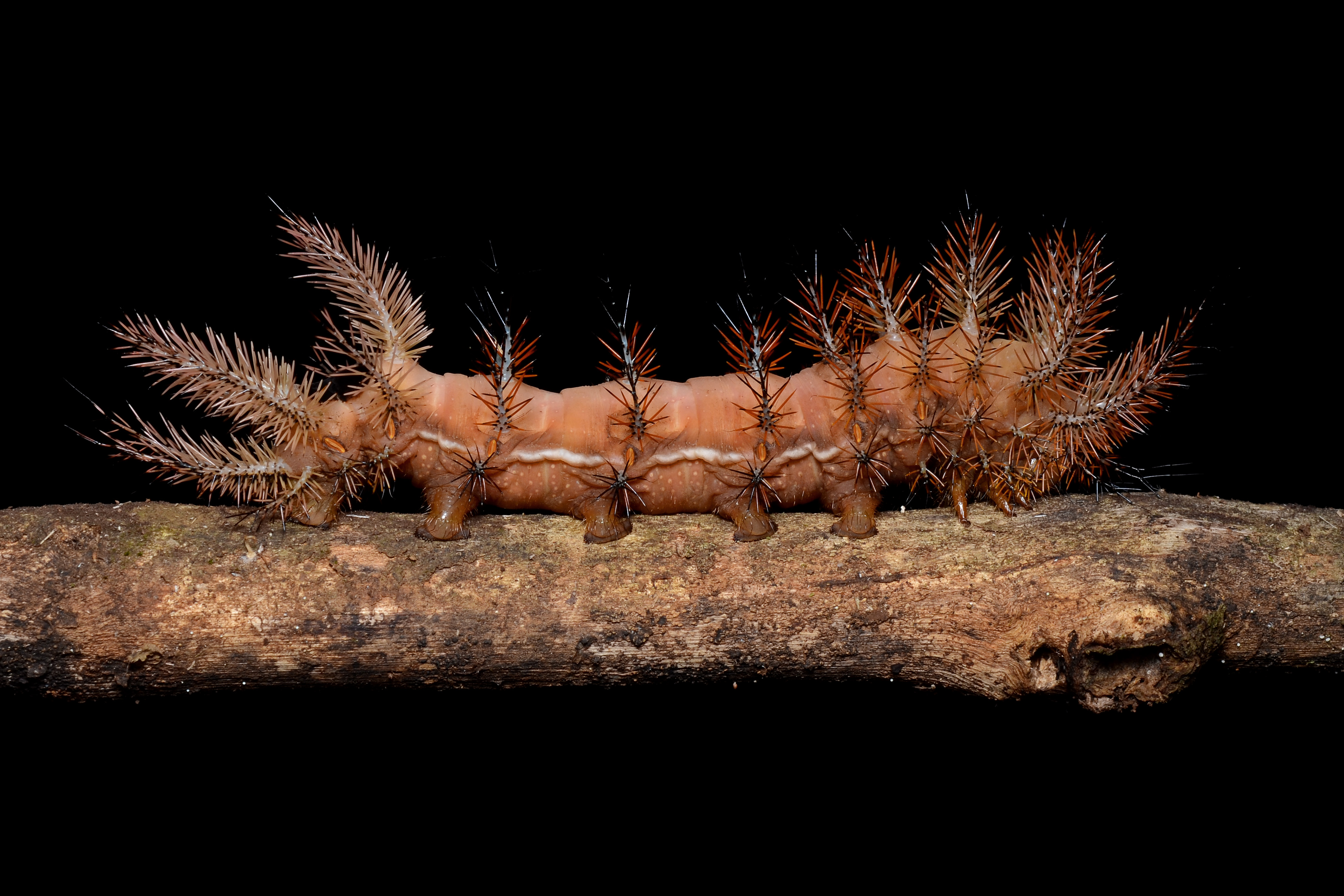
Raupe einer Automeris-Art aus Costa Rica.

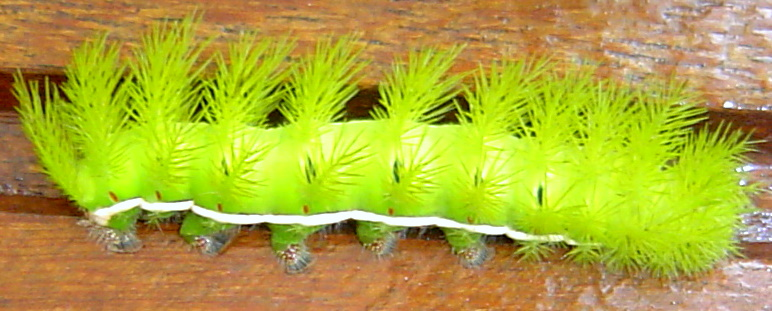
Raupen von Automeris illustris

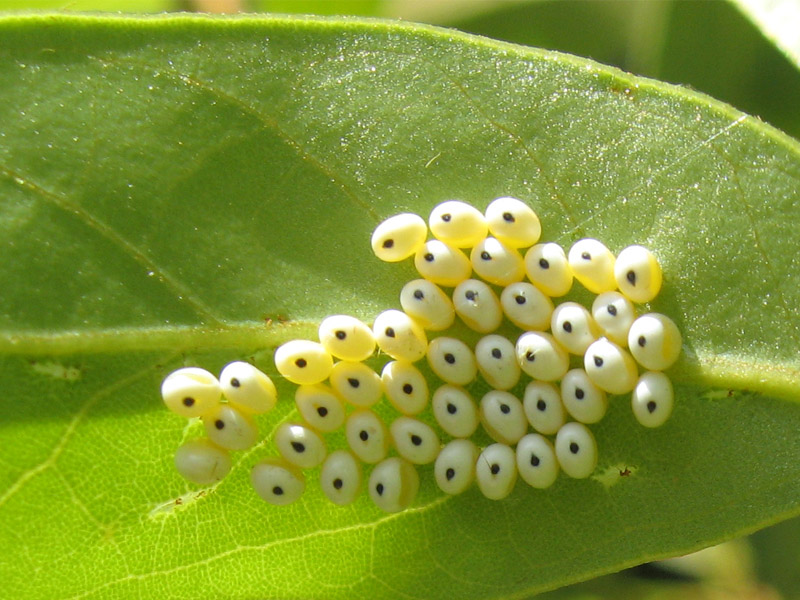
Eigelege von Automeris io.

Automeris ist eine artenreiche Gattung der Schmetterlinge aus der Familie der Pfauenspinner (Saturniidae). Die Raupen besitzen zahlreiche, an einem gemeinsamen Schaft sitzende Brennhaare.

## Merkmale
Alle Automeris-Arten, die in den Vereinigten Staaten von Amerika und Kanada vorkommen haben dumpf gefärbte Vorderflügeloberseiten, die den Faltern in Ruhestellung auf Rinde oder ähnlichem eine gute Tarnung geben. Die Oberseiten der Hinterflügel tragen einen auffälligen, mehrfarbigen, runden Augenfleck. Die Männchen haben doppelt gefiederte Fühler, bei den Weibchen sind sie gefiedert.
Die Eier der Falter sind weiß gefärbt und haben eine große Mikropyle, die sich bei befruchteten Eiern einige Zeit nach der Ablage schwarz verfärbt.
Die Raupen sind gedrungener als die der Gattung Hemileuca. Sie sind mit zahlreichen Brennhaaren versehen, die an einem gemeinsamen Schaft sitzen. Nördlich von Mexiko sind die Raupen der meisten Arten grün und haben auffällige Längslinien auf Höhe oder unterhalb der Stigmen. Diese Linien verlaufen vom Thorax bis zum Hinterleibsende, können aber bei manchen Arten am vorletzten Segment enden. Die Raupen von Automeris zephyria und Automeris cecrops haben eine Musterung, die aus diagonalen und seitlichen Linien besteht, die nicht in das oben beschriebene Merkmalsschema passt.

## Vorkommen
Die Gattung ist neotropisch und subtropisch verbreitet. Sieben Arten der Gattung treten nördlich von Mexiko auf: Automeris io, Automeris zephyria, Automeris louisiana, Automeris cecrops, Automeris iris, Automeris patagoniensis und Automeris randa.

## Lebensweise
Die Imagines sind nachtaktiv. In Ruhestellung werden ihre Hinterflügel vollständig von den Vorderflügeln verdeckt. Bei Störung werden die Flügel plötzlich entfaltet, sodass die Augenflecken zu sehen sind. Die Weibchen legen ihre Eier in Gelegen ab. Anfangs fressen die Raupen gesellig und wechseln häufig in Prozessionen direkt hintereinander zu neuen Fress- oder Ruheplätzen. Die Verpuppung erfolgt in einem Kokon, meist im Bodenstreu.

## Arten
Die folgende Artenliste basiert auf dem Global Lepidoptera Names Index des Natural History Museum und wurde um weitere Arten aus der Literatur ergänzt.
- Automeris abdomicajamarcensis Brechlin & Meister, 2011[3]
- Automeris abdomimeridensis Brechlin & Meister, 2011[3]
- Automeris abdominalis Felder, 1874
- Automeris abdominapoensis Brechlin & Meister, 2011[3]
- Automeris ahdomiorientalis Brechlin, Käch & Meister, 2013[4]
- Automeris abdomipichinchensis Brechlin & Meister, 2011[3]
- Automeris abdomipiurensis Brechlin & Meister, 2011[3]
- Automeris adusta Hoffmann, 1942[3]
- Automeris ahuitzotli Lemaire & Wolfe, 1993[5]
- Automeris aknorkei Brechlin & Meister, 2014[6]
- Automeris alticarchensis Brechlin, Käch & Meister, 2013[4]
- Automeris alticola Lemaire, 1975[7]
- Automeris altotridens Brechlin & Meister, 2011[3]
- Automeris amagabriellae Brechlin & Meister, 2011[3]
- Automeris amaloretensis Brechlin & Meister, 2011[3]
- Automeris amanda Schaus, 1900
- Automeris amasanata Brechlin & Meister, 2011[3]
- Automeris amoena Boisduval, 1875
- Automeris andicola Bouvier, 1930
- Automeris angulatus Conte, 1906[8]
- Automeris anika Brechlin, Meister & van Schayck, 2011[8]
- Automeris anikmeisterae Brechlin & Meister, 2011[3]
- Automeris annulata Schaus, 1906
- Automeris argentifera Lemaire, 1966[3]
- Automeris arianae Brechlin & Meister, 2011[3]
- Automeris arminia (Stoll, [1781])
- Automeris averna Druce, 1886
- Automeris bahamata Brechlin & Meister, 2014[6]
- Automeris balachowskyi Lemaire, 1966
- Automeris belizonensis Brechlin & Meister, 2014[6]
- Automeris banus (Boisduval, 1875)
- Automeris barinasmargaritae Brechlin & Meister, 2011[3]
- Automeris barragani Brechlin, Käch & Meister, 2013[4]
- Automeris basalis Walker, 1855
- Automeris beckeri Herrich-Schäffer, 1856
- Automeris belti Druce, 1886
- Automeris beutelspacheri Lemaire, 2002[9]
- Automeris bilinea Walker, 1855
- Automeris boops (Felder, 1874)
- Automeris boucardi Druce, 1886
- Automeris boudinoti Lemaire, 1982[10]
- Automeris boudinotiana Lemaire, 1986[11]
- Automeris brenneri Brechlin, Meister & van Schayck, 2011[8]
- Automeris castrensis Schaus, 1898
- Automeris caucensis Lemaire, 1976[12]
- Automeris cecrojaliscensis Brechlin & Meister, 2011[3]
- Automeris cecrops (Boisduval, 1875)
- Automeris celata Lemaire, 1969
- Automeris chacona Draudt, 1929
- Automeris choco Brechlin & Meister, 2011[3]
- Automeris chrisbrechlinianae Brechlin & Meister, 2011[3]
- Automeris chrisbrechlinae Brechlin & Meister, 2014[6]
- Automeris chrismeisterae Brechlin & Meister, 2011[3]
- Automeris cinctinicaraguana Brechlin & Meister, 2011[3]
- Automeris cinctistriga (Felder, 1874)
- Automeris colenon Dyar, 1912
- Automeris complicata Walker, 1855
- Automeris concordiana Brechlin, 2020[13]
- Automeris coresus Boisduval, 1859
- Automeris cosangana Brechlin, Käch & Meister, 2013[4]
- Automeris cryptica Dognin, 1911
- Automeris cundinamarcensis Brechlin & Meister, 2011[3]
- Automeris curvilinea Schaus, 1906
- Automeris cuscoata Brechlin & Meister, 2011[3]
- Automeris cuscosylviae Brechlin & Meister, 2011[3]
- Automeris dagmarae Brechlin & Meister, 2011[3]
- Automeris dandemon Dyar, 1912
- Automeris daudiana Druce, 1894
- Automeris denhezorum Lemaire, 1966
- Automeris denticulatusConte, 1906
- Automeris descimoni Lemaire, 1972
- Automeris despicata Draudt, 1929
- Automeris dianae Brechlin & Meister, 2011[3]
- Automeris dielfi Brechlin, Käch & Meister, 2011[14]
- Automeris dognini Lemaire, 1966
- Automeris draudtiana Lemaire, 1973[8]
- Automeris duchartrei Bouvier, 1936
- Automeris ecuata Brechlin & Meister, 2011[3]
- Automeris egeus (Cramer, 1776)
- Automeris elcearaiana Brechlin & Meister, 2014[6]
- Automeris elenensis Lemaire, 2002[9]
- Automeris eogena (Felder, 1874)
- Automeris escalantei Lemaire, 1968
- Automeris excreta Draudt, 1929
- Automeris fabiani Brechlin & Meister, 2011[3]
- Automeris falco Jordan, 1910
- Automeris fieldi Lemaire, 1969
- Automeris fletcheri Lemaire, 1966
- Automeris frankae Brechlin & Meister, 2011[3]
- Automeris frontino Brechlin, 2022[15]
- Automeris gabriella Lemaire, 1966
- Automeris gadouae Lemaire, 1966[3]
- Automeris godarti (Boisduval, 1875)
- Automeris goodsoni Lemaire, 1966
- Automeris grammoboliviana Brechlin & Meister, 2011[3]
- Automeris grammocajamarcensis Brechlin & Meister, 2011[3]
- Automeris grammocuscoensis Brechlin & Meister, 2011[3]
- Automeris grammodes Jordan, 1910
- Automeris grammopiurensis Brechlin & Meister, 2011[3]
- Automeris granulosus Conte, 1906
- Automeris hamata Schaus, 1906
- Automeris harricajamarcensis Brechlin & Meister, 2011[3]
- Automeris harrisorum Lemaire, 1966
- Automeris harriyungasiana Brechlin & Meister, 2011[3]
- Automeris hebe (Walker, 1865)
- Automeris hegena Brechlin & Meister, 2011[3]
- Automeris heppneri Lemaire, 1982[16]
- Automeris hesdimasiana Brechlin & Meister, 2014[6]
- Automeris hesselorum Ferguson, 1972[3]
- Automeris huascari Brechlin, Käch & Meister, 2013[4]
- Automeris iguaquensis Lemaire & Amarillo-Suarez, 1992[17]
- Automeris illustris Walker, 1855
- Automeris incarnata Walker, 1865
- Automeris innoxia Schaus, 1906
- Automeris inornata Walker, 1855
- Automeris intertridens Brechlin & Meister, 2011[3]
- Automeris io (Fabricius, 1775)
- Automeris iris (Walker, 1865)
- Automeris isnosa Brechlin, 2022[15]
- Automeris iwanowitschi Brechlin, Käch & Meister, 2013[4]
- Automeris jalishena Brechlin & Meister, 2011[3]
- Automeris janrudloffi Brechlin & Meister, 2011[3]
- Automeris janus (Cramer, 1775)
- Automeris jinotegana Brechlin & Meister, 2011[3]
- Automeris jivaros Dognin, 1891
- Automeris juarezia Brechlin & Meister, 2011[3]
- Automeris jucunda (Stoll, [1781])
- Automeris jucundoides Schaus, 1906
- Automeris junogabriellae Brechlin & Meister, 2011[3]
- Automeris jupachacona Brechlin & Meister, 2011[18]
- Automeris kaechi Brechlin & Meister, 2011[3]
- Automeris kitchingi Brechlin & Meister, 2011[3]
- Automeris kopturae Lemaire, 1982[16]
- Automeris lachaumei Lemaire, 2002[9]
- Automeris lamercedia Brechlin & Meister, 2011[18]
- Automeris lapazchowskyi Brechlin & Meister, 2011[3]
- Automeris larra (Walker, 1855)
- Automeris lauroia Oiticica, 1965
- Automeris lauta Johnson & Michener, 1948
- Automeris lempirensis Brechlin & Meister, 2014[6]
- Automeris lenarti Brechlin, Meister & van Schayck, 2011[8]
- Automeris liberia (Cramer, 1780)
- Automeris lojana Brechlin & Meister, 2014[6]
- Automeris louisiana Ferguson & Brou, 1981
- Automeris macphaili Schaus, 1921
- Automeris maeonia (Druce, 1897)
- Automeris magdaleniana Brechlin & Meister, 2011[3]
- Automeris mailinae Brechlin, Meister & van Schayck, 2011[8]
- Automeris managuana Brechlin & Meister, 2011[3]
- Automeris manantlanensis Balcázar-Lara[19]
- Automeris manzanoi Brechlin, Käch & Meister, 2013[4]
- Automeris margaritae Lemaire, 1966
- Automeris marsoni Brechlin & Meister, 2014[6]
- Automeris masti Lemaire, 1972
- Automeris melanops Walker, 1865
- Automeris melmon Dyar, 1912
- Automeris meridionalis Bouvier, 1936
- Automeris metzli (Sallé, 1853)
- Automeris miamazonica Brechlin & Meister, 2011[3]
- Automeris micheneri Lemaire, 1966
- Automeris midea Maassen & Weymer, 1886
- Automeris mideloretensis Brechlin & Meister, 2011[3]
- Automeris midenapoensis Brechlin & Meister, 2011[3]
- Automeris mideperuensis Brechlin & Meister, 2011[3]
- Automeris mixthena Brechlin & Meister, 2011[18]
- Automeris mixtus Bouvier, 1936[3]
- Automeris moenschorum Brechlin & Meister, 2011[3]
- Automeris moloneyi Druce, 1897
- Automeris montegabriellae Brechlin & Meister, 2011[3]
- Automeris montezuma (Boisduval, 1875)
- Automeris moresca Schaus, 1906
- Automeris nadezhdae Brechlin & Meister, 2011[3]
- Automeris napoensis Lemaire, 2002[9]
- Automeris naranja Schaus, 1898
- Automeris nebulosus Conte, 1906
- Automeris niepelti Draudt, 1929
- Automeris nigra Bouvier
- Automeris oaxhena Brechlin, Meister & van Schayck, 2011[8]
- Automeris oberthurii Boisduval, 1875
- Automeris occidentalis Draudt, 1929[3]
- Automeris occidentorestes Brechlin & Meister, 2011[3]
- Automeris occihebe Brechlin, 2020[13]
- Automeris oiticicai Lemaire, 1966
- Automeris orestes (Boisduval, 1875)
- Automeris oroiana Brechlin, Käch & Meister, 2013[4]
- Automeris ovalina Conte, 1906
- Automeris pacchana Brechlin, Käch & Meister, 2013[4]
- Automeris pallida Bouvier, 1930[3]
- Automeris pallidior Draudt, 1929
- Automeris paracaleta Brechlin & Meister, 2011[3]
- Automeris parachacona Brechlin & Meister, 2011[3]
- Automeris paracreta Brechlin & Meister, 2011[3]
- Automeris parecuata Brechlin, Käch & Meister, 2013[4]
- Automeris parafera Brechlin & Meister, 2014[6]
- Automeris parageus Brechlin & Meister, 2011[3]
- Automeris parainornata Brechlin & Meister, 2011[3]
- Automeris paralarra Brechlin & Meister, 2011[3]
- Automeris paramaculata Lemaire, 1966
- Automeris paramelanops Brechlin & Meister, 2011[3]
- Automeris parapichinchensis Brechlin & Meister, 2011[3]
- Automeris paraxigua Brechlin & Meister, 2011[3]
- Automeris pastaziana Brechlin & Meister, 2011[3]
- Automeris patagoniensis Lemaire, Smith & Wolfe, 1992[20]
- Automeris paulheberti Brechlin & Meister, 2020[13]
- Automeris peggyae Brechlin & Meister, 2011[3]
- Automeris pelaezi Beutelspacher, 1988[8]
- Automeris peruviana Bouvier, 1929[3]
- Automeris petrovae Brechlin & Meister, 2014[6]
- Automeris phrynon Druce, 1897
- Automeris pichichensis Lemaire, 1976[3]
- Automeris pinasi Brechlin, Käch & Meister, 2013[4]
- Automeris pinasiata Brechlin & Meister, 2014[6]
- Automeris pomifera Schaus, 1906
- Automeris pomiferoides Brechlin & Meister, 2011[3]
- Automeris postalbida Schaus, 1900
- Automeris praemargaritae Lemaire, 2002[9]
- Automeris pueblensis Brechlin, Meister & van Schayck, 2011[8]
- Automeris punochacona Brechlin & Meister, 2011[3]
- Automeris putumayona Brechlin, 2020[13]
- Automeris randa Druce, 1894
- Automeris rectilinea Bouvier, 1926
- Automeris rostralis Lemaire, 2002[9]
- Automeris rotunda Lemaire, 1971[3]
- Automeris rougeoti Lemaire, 1966
- Automeris rubrescens (Walker, 1855)[3]
- Automeris rudloffjani Brechlin & Meister, 2011[3]
- Automeris sachai Brechlin, Käch & Meister, 2013[4]
- Automeris salkorum Brechlin & Meister, 2011[3]
- Automeris sandimasiana Brechlin & Meister, 2014[6]
- Automeris santaclariana Brechlin & Meister, 2011[3]
- Automeris schwartzi Lemaire, 1966
- Automeris serpina Butler, 1878[3]
- Automeris silkae Brechlin & Meister, 2011[3]
- Automeris siri Brechlin, Meister & van Schayck, 2011[8]
- Automeris stacieae Lemaire & Wolfe, 1993
- Automeris stumpei Brechlin & Meister, 2011[3]
- Automeris styx Lemaire, 1982[16]
- Automeris submacula Walker, 1855
- Automeris subobscura Weymer, 1909
- Automeris tamaulipasiana Brechlin & Meister, 2011[3]
- Automeris tamsi Lemaire, 1966
- Automeris themis Dognin, 1919
- Automeris thyreon Dyar, 1912
- Automeris tolimaiensis Brechlin & Meister, 2011[3]
- Automeris tridens (Herrich-Schäffer, 1856)
- Automeris tristis Boisduval, 1875
- Automeris unifasciatus Bouvier, 1927[3]
- Automeris uniorientalis Brechlin, Käch & Meister, 2013[4]
- Automeris vanschaycki Brechlin & Meister, 2011[3]
- Automeris vergnei Bouvier, 1936[3]
- Automeris viksinjaevi Brechlin & Meister, 2011[3]
- Automeris violascens (Maassen & Weyding, 1885)
- Automeris vomona Schaus, 1906
- Automeris watsoni Lemaire, 1966
- Automeris wayampi Lemaire, 2002[9]
- Automeris wenczeli Brechlin, Meister & van Schayck, 2011[8]
- Automeris wernermeisteri Brechlin & Meister, 2011[3]
- Automeris werneri Brechlin & Meister, 2014[6]
- Automeris winbrechlini Brechlin, Käch & Meister, 2011[14]
- Automeris winbrechliniani Brechlin & Meister, 2011[3]
- Automeris windiana Lemaire, 1971
- Automeris witti Brechlin & Meister, 2011[3]
- Automeris yungaiana Brechlin & Meister, 2011[3]
- Automeris yungasmargaritae Brechlin & Meister, 2011[3]
- Automeris zamorana Brechlin, Käch & Meister, 2013[4]
- Automeris zaruma Schaus, 1898[3]
- Automeris zephyria Grote, 1882
- Automeris zoziboucardi Brechlin & Meister, 2011[3]
- Automeris zozimanaguana Brechlin & Meister, 2011[3]
- Automeris zozine Druce, 1886
- Automeris zozinicaraguana Brechlin & Meister, 2011[3]
- Automeris zugana Druce, 1886
- Automeris zurobara Druce, 1886
- Automeris zurouae Brechlin & Meister, 2011[3]
- Automeris oaxacensis Lemaire, 2002[9]

## Belege
1. 1 2 3 4 5 6  P. M. Tuskes, J. P. Tuttle, M. M. Collins: The Wild Silkmoths of North America. A Natural History of the Saturniidae of the United States and Canada. Hrsg.: George C. Eickwort. 1. Auflage. Cornell University Press, Ithaca / London 1996, ISBN 0-8014-3130-1, S. 149 f. (englisch).
2. ↑  The Global Lepidoptera Names Index - Automeris (Seite nicht mehr abrufbar, festgestellt im August 2018. Suche in Webarchiven)  Info: Der Link wurde automatisch als defekt markiert. Bitte prüfe den Link gemäß Anleitung und entferne dann diesen Hinweis.
3. 1 2 3 4 5 6 7 8 9 10 11 12 13 14 15 16 17 18 19 20 21 22 23 24 25 26 27 28 29 30 31 32 33 34 35 36 37 38 39 40 41 42 43 44 45 46 47 48 49 50 51 52 53 54 55 56 57 58 59 60 61 62 63 64 65 66 67 68 69 70 71 72 73 74 75 76 77 78 79 80 81 82 83 84 85 86 87 88 89 90 91 92 93 94 95 96 97  R. Brechlin, F. Meister (2011): Neue Taxa der Gattung Automeris Hübner, [1819] (Lepidoptera: Saturniidae). Entomo-Satsphingia 4(1): 5–89
4. 1 2 3 4 5 6 7 8 9 10 11 12 13 14  R. Brechlin, H. Käch, F. Meister (2013): Fifteen new species in the genus Automeris Hübner, [1819] from Ecuador (Lepidoptera: Saturniidae). Entomo-Satsphingia 6(3): 9–28
5. ↑  C. Lemaire, K. L. Wolfe (1993): Two new Automeris from Western Mexico (Lepidoptera: Saturniidae: Hemileucinae). Tropical Lepidoptera, Gainesville, 4(1): 39–44
6. 1 2 3 4 5 6 7 8 9 10 11 12 13 14  R. Brechlin, F. Meister (2014): Fourteen new species in the genus Automeris Hübner, 1819 ("1816") (Lepidoptera: Saturniidae). Entomo-Satsphingia 7(1): 12–28
7. ↑  C. Lemaire (1975): Description de six Attacidae nouveaux de l'Equateur (Lep.). Lambillionea, Revue bimestrielle, Brüssel, 75bis Jubiläumsheft (1901–1975): 52–68.
8. 1 2 3 4 5 6 7 8 9 10 11  R. Brechlin, F. Meister & E. van Schayck (2011): Neun neue Taxa der Gattung Automeris Hübner, [1819] (Lepidoptera: Saturniidae). Entomo-Satsphingia 4(2): 16–29
9. 1 2 3 4 5 6 7 8  C. Lemaire (2002): The Saturniidae of America. Les Saturniidae Americains Attacidae. 4. Hemileucinae. Keltern (Goecke & Evers), Teil A: [1]-688, Teil B: [689]-1388, Teil C: Farbtaf. 1–126, ESI-ES14, 143 S. ohne Paginierung.
10. ↑  C. Lemaire (1982): Vingt-huit Saturniidae néotropicaux inédits. Annales de la Société entomo1ogique de France, Paris, (N.S.) 18 (1): 55–88.
11. ↑  C. Lemaire (1986): Description d'un nouvel Automeris mexicain [Lepidoptera, Saturniidae, Hemileucinae].  Revue francaise d'Entomologie (Nouv. Sér.), Paris, 8 (2): 85–87.
12. ↑  C. Lemaire (1976): Liste synonymique des Attacidae americains [Lep.]. Deuxieme partie: Arsenurinae JORDAN, 1922. Bulletin de la Societe entomologique de France, Paris, 80: 219–223.
13. 1 2 3 4  R. Brechlin, F. Meister (2020): Four new species of the genus Automeris Hübner, 1819 ("1816") (Lepidoptera: Saturniidae). Entomo-Satsphingia 13(1): 5–14
14. 1 2  R. Brechlin, H. Käch, F. Meister (2011): Zwei neue Arten der Gattung Automeris (Hübner, [1819] aus Ecuador (Lepidoptera: Saturniidae). Entomo-Satsphingia 4(2): 5–8
15. 1 2  R. Brechlin (2022): Two new taxa of the alticola Lemaire, 1975 species group in the genus Automeris Hübner, 1819 ("1816") from Colombia (Lepidoptera: Saturniidae). Entomo-Satsphingia 15(1): 28-31
16. 1 2 3  C. Lemaire (1982): Trois Saturniidae inédits du Costa Rica et du Pérou [Lepidoptera]. Revue francaise d'Entomologie (Nouv. Sér.), Paris, 4 (2): 79–85.
17. ↑  C. Lemaire, A. R. Amarillo-Suarez (1992): Une nouvelle espèce du genre Automeris de Colombie orientale (Lepidoptera: Saturniidae). Tropical Lepidoptera, Gainesville 3 (2): 153–154.
18. 1 2 3  R. Brechlin, F. Meister (2011): Three new species of the genus Automeris Hübner, 1819 (Lepidoptera: Saturniidae). Entomo-Satsphingia 4(4): 20–25
19. ↑  M. A. Balcázar-Lara (2000): A new Automeris from the Manantlan Reserve in Mexico (Lepidoptera: Saturniidae: Hemileucinae). . Florida Entomologist 83(3): 343–348. PDF (Memento des Originals vom 6. Dezember 2010 im Internet Archive)  Info: Der Archivlink wurde automatisch eingesetzt und noch nicht geprüft. Bitte prüfe Original- und Archivlink gemäß Anleitung und entferne dann diesen Hinweis.
20. ↑  C. Lemaire, M. J. Smith, K. L. Wolfe (1992): A new Automeris from Arizona, including its life history and notes on the Automeris colenon complex (Lepidoptera: Saturniidae: Hemileucinae). Tropical Lepidoptera, Gainesville, 3 (2): 123–129.